# Jean-Baptiste Jouvenet
Pour les articles homonymes, voir Jouvenet.
Jean Baptiste Jouvenet dit le Grand, né à Rouen en avril 1644 et mort à Paris le 5 avril 1717 est un peintre et décorateur français.
Il fut recteur perpétuel de l'Académie royale de peinture et de sculpture (1707).

## Biographie
Issu de la famille Jouvenet, ayant commencé ses études avec son père Laurent Jouvenet, Jean Jouvenet se rend à Paris en 1661 où il rejoint l'atelier de Charles Le Brun. Très estimé par son maître, il est associé  à quelques ouvrages importants commandés par le roi et intègre l’équipe des décorateurs des résidences royales telles que le château de Saint-Germain-en-Laye, la galerie des Tuileries, le château de Versailles (peinture murale de la tribune de la nouvelle chapelle royale en 1709). Il participe également aux douze apôtres du dôme de la cathédrale Saint-Louis-des-Invalides en 1704.
Après la mort de Jules Hardouin-Mansart en 1708, il participe au chantier de peinture entrepris par Charles de La Fosse à l’hôtel des Invalides, avec les frères Bon et Louis Boullogne. Il est probablement, avec Charles de La Fosse, le plus talentueux du groupe d’artistes qui contribuèrent à la décoration du Grand Trianon et des Invalides, bien qu’il soit maintenant principalement connu pour ses œuvres religieuses.
Reçu en 1675 membre de l’Académie de peinture, dont il devient directeur en 1705 et recteur perpétuel en 1707, il peut à peine, à partir de cette époque suffire aux nombreux travaux dont il est chargé et le roi, de plus en plus satisfait de ses ouvrages, augmente considérablement la pension de 1 200 livres dont il le gratifiait depuis longtemps.
Mais en 1713, il a la main droite paralysée à la suite d’une attaque d’apoplexie. Se désolant d’« être privé de travailler dans un temps que je ne fais que commencer à connaître les difficultés de mon art », il réussit à se rendre assez habile de la main gauche pour peindre, de cette main, plusieurs toiles dont Le Magnificat ou L'Innocence poursuivie par le mensonge et cherchant un refuge dans les bras de la Justice et le plafond du Parlement de Rouen.
Jean Jouvenet meurt le 5 avril 1717 à Paris, dans son logement, quai Malaquais et est enterré le 7 avril, en présence de François Jouvenet, « peintre du Roy, son frère et de Bernard-Claude Lordelot, avocat au parlement, son gendre ».

## Élèves
- Nicolas Bertin (1667-1736).
- Claude-Augustin Cayot.
- Collin de Vermont.
- Jean-Marc Nattier.
- Jean II Restout (son neveu).

## Œuvre

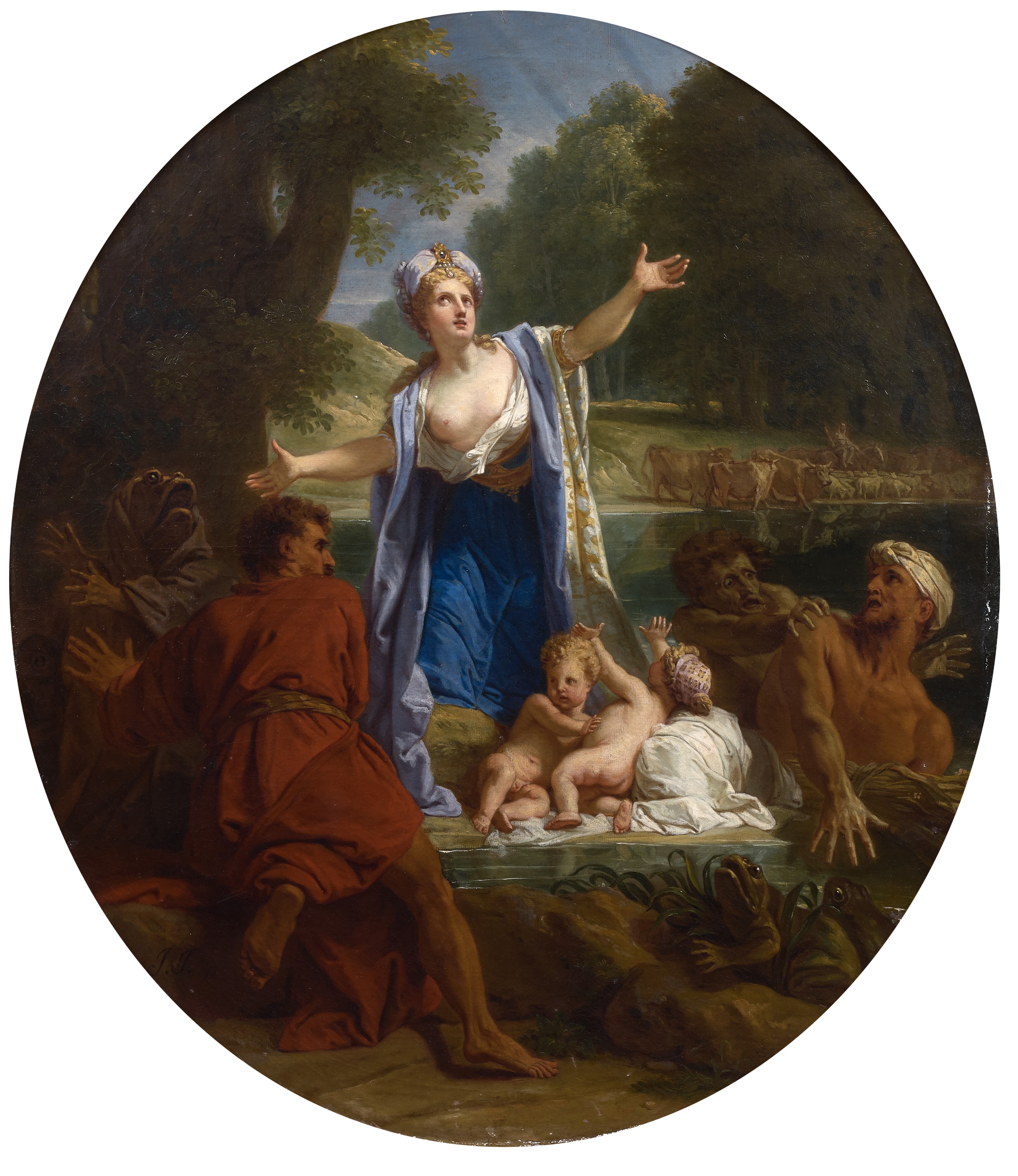
Latone et les paysans de Lycie (vers 1700),
musée d'Art et d'Histoire de Meudon

Ses premières œuvres sont dans le style de son maître et d'Eustache Le Sueur, mais durant la querelle du coloris, il se range du côté des coloristes tout en gardant une certaine fermeté du trait dans ses œuvres. S’éloignant du classicisme plus tard dans sa carrière, il incorpore dans son style l’influence du baroque et un traitement réaliste des détails, allant par exemple jusqu'à observer les pêcheurs au travail à Dieppe pour sa Pêche miraculeuse en 1706.
Plusieurs de ses œuvres sont conservées à Paris au musée du Louvre, notamment La Résurrection de Lazare, ainsi qu’au musée des Beaux-Arts de Rouen.
- Jésus guérissant le paralytique, 1673, May de Notre-Dame, détruit en 1944 dans la chapelle de l'École militaire de Saint-Cyr.
- Darius et Alexandre, 1674, offert par Louis XIV à l'établissement au lycée Louis-le-Grand, bureau du proviseur.

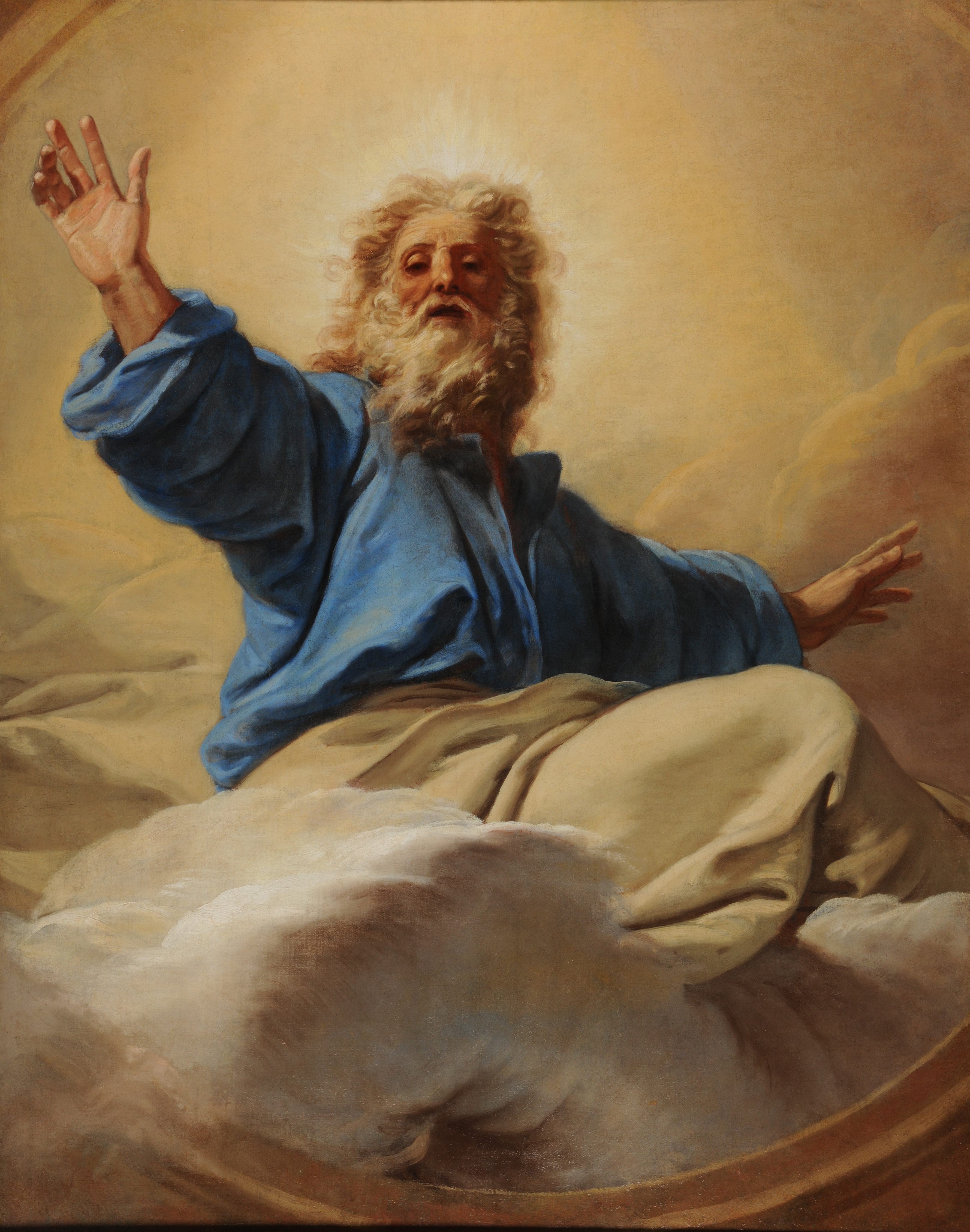
Le Père éternel, 1685, Reims, musée des Beaux-Arts

### Entrée à l'Académie en 1675
- Le Père éternel[3], vers 1685, Reims, musée des Beaux-Arts
- Apollon et char du soleil[4], entre 1680 et 1690, Reims, musée des Beaux-Arts
- Académie : deux hommes assis, l'un tenant la tête de l'autre, sanguine sur papier brun. H. 0,532 ; L. 0,335 m[5]. Beaux-Arts de Paris. Grâce à la générosité et aux fonctions de l'artiste au sein de l'Académie Royale, l'École des Beaux-Arts conserve quatre académie, datées entre 1686 et 1689[6].
- Flore et Zéphyr, commandé en 1688, Versailles, Grand Trianon.
- Louis XIV touchant les malades des écrouelles, 1690, abbatiale de Saint-Riquier (Somme)[7].
- La Présentation de Jésus au Temple, 1692, huile sur toile, 330 × 200 cm, musée des Beaux-Arts de Rouen
- Autoportrait, vers 1695, musée des Beaux-Arts de Rouen.
- Portrait de Nicolas (III) Carré, chanoine du chapitre cathédral de Rouen, 1696, musée des Beaux-Arts de Caen[8].
- La Descente de Croix, 1697, huile sur toile, 424 × 312 cm, Paris, musée du Louvre[9].
- Jésus Christ chez Simon le pharisien, 1699, huile sur toile, église Notre-Dame de Vervins.
- Latone et les paysans de Lycie, vers 1700, pour Monseigneur, d'après la sculpture de Latone placée dans les jardins de Versailles), salon du billard, musée d'Art et d'Histoire de Meudon.
- Apollon et Thétis, 1701, Versailles, Grand Trianon.
- Vénus dans la forge de Vulcain, v. 1703, huile sur toile, 110 x 85 cm, Dijon, musée des beaux-arts[10].
- la Résurrection de Lazare, 1706, huile sur toile, Paris, musée du Louvre.
- Le Médecin Raymond Finot, avant 1704, huile sur toile, 664 × 388 cm, musée du Louvre[11]
- La Pêche miraculeuse, 1706, Paris, musée du Louvre.
- Le Repas chez Simon, 1706, Paris, pour le prieuré Saint-Martin-des-Champs, huile sur toile, 393 × 663 cm, musée des Beaux-Arts de Lyon.
- Les Marchands chassés du Temple, Paris, 1706, pour le prieuré Saint-Martin-des-Champs, huile sur toile, 387,5 x 663 cm, musée des Beaux-Arts de Lyon[12].
- Jésus ressuscitant le fils de la veuve de Naïm, 1708, pour le maître-autel du couvent des Récollets, huile sur toile. Elle arrive en 1802 à la cathédrale Saint-Louis de Versailles. Des membres de la famille du peintre ont servi de modèles (apôtres, veuve vertueuse).
- Saint-Louis soignant les blessés après la bataille de Mansourah, 1708, chapelle royale de Versailles.
- La Messe du Chanoine Antoine de La Porte ou Le maître-autel de Notre-Dame, 1708-1710, Paris, musée du Louvre.
- La Visitation de Notre-Dame, huile sur toile, commande du Chanoine Antoine de La Porte, pour le chœur de Notre-Dame de Paris.
- L'Éducation de la Vierge, huile sur toile, 102 × 71 cm, Florence, musée des Offices[13].
- Apollon et les figures du zodiaque, pierre noire avec rehauts de craie blanche sur papier brun, 290 × 213 mm, Beaux-Arts de Paris[14]. Cette feuille est la trace d'une préparation de décor, soit un élément de voussure traité en camaïeu, soit, comme l'indique la découpe ovale, un compartiment de plafond. Cette interprétation s'inspire peut-être d'un décor des Tuileries auquel Jouvenet participe vers 1669-1671 sous la direction de Mignard, qui réalise au plafond de la chambre du Roi un Apollon entouré des signes du zodiaque[15].

### Paralysie en 1713
- Déposition de croix, 1713, chapelle des élus, Palais des Ducs de Bourgogne, Dijon.
- Magnificat, 1716, cathédrale Notre-Dame de Paris.
- La Visitation de la Vierge, 1716, signé « J. Jouvenet Dextra paralyticus Sinistra pinxit » (« J. Jouvenet paralysé de la main droite, a peint ce tableau de la main gauche »), cathédrale Notre-Dame de Paris[16].
- La Madeleine chez le Pharisien, 1720-1727, tapisserie, Paris, musée du Louvre.
- La Madeleine chez le Pharisien, copie pour l'abbaye de Saint-Benoît-sur-Loire, église Saint-Hilaire de Guigneville[17].

### Dates non documentées
- Le Triomphe de la Justice a été réalisé en plusieurs versions ; elles sont conservées à Grenoble (Isère), Paris (Petit Palais) et Rennes (Ille-et-Vilaine).
- La Victoire soutenue par Hercule, Salon de Mars du château de Versailles.
- L'Extase de Sainte Thérèse d'Avila, papier marouflé sur toile, 63 × 32,5 cm, musée des Beaux-Arts de Rouen.
- Saint Pierre, esquisse pour la coupole des Invalides, huile sur toile, 83 × 37 cm, musée des Beaux-Arts de Rouen.
- Saint Jean, esquisse pour la coupole des Invalides, huile sur toile, 84 × 50 cm, musée des Beaux-Arts de Rouen.
- Saint Bruno, musée des beaux-arts de Dijon.
- Blanche de Castille montrant à saint Louis la Religion, la Foi et la Piété, musée des Beaux-Arts de Dole.
- La Présentation au temple, Chantilly, musée Condé.
- Descente de Croix, Montauban, musée Ingres-Bourdelle.
- Saint Simon apôtre ; Saint Simon, martyr, musée de Grenoble.
- L'Adoration de l'Agneau mystique, huile sur toile, 129 × 96 cm, Paray-le-Monial, musée du Hiéron.
- Saint Bruno en Prière, Stockholm, Nationalmuseum.
- Le Triomphe de la Justice, réalisé en plusieurs exemplaires, une copie est conservée à Portland.
- Double académie, dessin préparatoire, Dijon, musée Magnin.
- Le Christ chez Marthe et Marie, technique et dimensions inconnues, musées des Beaux-Arts d’Orléans (aujourd’hui disparu ?)[18].

## Postérité
Son nom a été donné à une rue dans plusieurs villes françaises, à Paris (rue Jouvenet), Versailles, Rennes, Combs-la-Ville, Maromme ou encore Pierrelatte.
À Rouen, son nom a été donné à une rue ; le quartier où elle se situe est désigné par le nom de quartier Jouvenet.